# Caramoran
Caramoran ist eine philippinische Stadtgemeinde der Inselprovinz Catanduanes. Sie hat 30.056 Einwohner (Zensus 1. August 2015), die in 27 Barangays leben. Die Gemeinde wird als teilweise urban beschrieben und gehört zur dritten Einkommensklasse der Gemeinden auf den Philippinen. Caramoran liegt ca. 344 km südöstlich der Hauptstadt der Philippinen Manila und 46 km nördlich der Provinzhauptstadt Virac, an der Küste der Philippinensee. 
Caramoran hat eine hügelig bis gebirgig beschriebene Topographie, in denen das Natur- und Wasserschutzgebiet Catanduanes Watershed Forest Reserve mit seinen ausgedehnten Regenwaldbeständen liegt.  
Das Klima der Insel Catanduanes wird als Type II klassifiziert, mit keiner ausgeprägten Trocken- oder Regenzeit, die stärksten Niederschläge fallen von Oktober bis Dezember. Die Gemeinde liegt innerhalb des Taifungürtels auf den Philippinen.

## Baranggays
| - Baybay (Pob.) - Bocon - Bothoan (Pob.) - Buenavista - Bulalacao - Camburo - Dariao - Datag East - Datag West - Guiamlong - Hitoma - Icanbato (Pob.) - Inalmasinan - Iyao | - Mabini - Maui - Maysuran - Milaviga - Panique - Sabangan - Sabloyon - Salvacion - Supang - Toytoy (Pob.) - Tubli - Tucao - Obi |  |